# Зелений Гай (Чернівецький район)
Зелений Гай — село в Україні, в Новоселицькій міській громаді Чернівецького району Чернівецької області. У населеному пункті проживає близько 1655 людей (згідно даних статистики на 2021 рік).

## Географія
Село Зелений Гай розташоване на лівому березі річки Прут за 5 кілометрів від центру громади. Поруч із селом проходить залізнична колія Чернівці-Київ, автомагістраль Чернівці-Кишинів.

## Історичні згадки і назви села

### Легечень—  Легечені—  Тевтул
Як самостійна громада село Легечени вперше згадується 1 березня 1617 року, коли воєвода Радул підтвердив право Онофрея Вранчанула на 1/3 частину села Герца та 1/2 частину села «Лехьчѣни». У грамоті вказано,  що новому власнику перейшла нижня частина села (громади)  над річкою Прут. З огляду на прив’язку назв «верхня» і «нижня» до верхньої і нижньої течії річки, можна впевнено стверджувати, що мова йде саме при західну частину нинішнього Зеленого Гаю.
Заслуговує на увагу згадка в документі, що до нижніх Легечен  належали млини на річці Рокитній – лівій притоці Пруту.
У період входження Буковини до складу Молдавського князівства нинішні села Зелений Гай і Припруття були частинами одного населеного пункту, що в історичних документах зафіксований як «Lehecenii»,  «Lehăceni»  —   Легечені, Легечень. Село виразно поділялося на верхню і нижню частини, що були досить віддаленими одна від одної над річкою Прут. Ними часто  володіли  різні власники.
У 1652 році діти логофета (керівника урядової канцелярії господаря Молдови)  Гаврилаша Матяша  здійснювали поділ батьківських маєтків.  Боярині Іляні дісталися, зокрема, 1/3 частина села Бояни і 1/4 частина села Легечені.
У документі мова йшла, очевидно, про верхню частину села Легечені, а нижня, тобто частина теперішнього Зеленого Гаю, належала в той час  родині Мургульців. У 1662 році Анна (Аніца) Мургулець за підтримки деяких родичів відсудила значну частини спадщини свого батька Стефана, що після поділу було перейшла  до її тітки Урсули.
Наприкінці XVII співвласником нижньої частини Легечень стає Теодор Тевтул. Його син Костянтин, що народився в Легеченах, одружився зі внучкою  Аніци Мургулець і  став найвпливовішим місцевим землевласником. 
5 травня 1754 року молдовський господар Матей  Ґіка дарує грамоту Костянтину Тевтулу на право володіння своїм маєтком і половиною (нижньою частиною)  села Легечені Чернівецького повіту.  Тодішні власники села  Бояни — сини колишнього логофета Молдавського князівства Йона Некулче, підтвердили, що Костянтин Тевтул народився і проживав з батьками у нижній частині села Легучені, що межує з їхніми володіннями.
За Костянтина Тевтула  нижня частина села   Легечені стала самостійною і за нею почала утверджуватися назва «Тевтул». Це знайшло відображення і на австрійський військових картах 1773-1776 років, де Легечені і Тевтул позначені як два окремі поселення.

### Легучени—  Легучені-Тевтулуй—  Легучини-Тевтул
У період австрійського правління село називалося німецькою мовою  Lehuczeny Teutului (Легучени Тевтулуй). Місцеві українці називали село Легучени (Легучини), а румуни — Lehăceni (Легачень), вживаючи не рідко  і другу частину назви — Тевтул,  Теутулуй.  У 1790 році власником села Легучени-Тевтулуй згадується Іон Тевтул. 

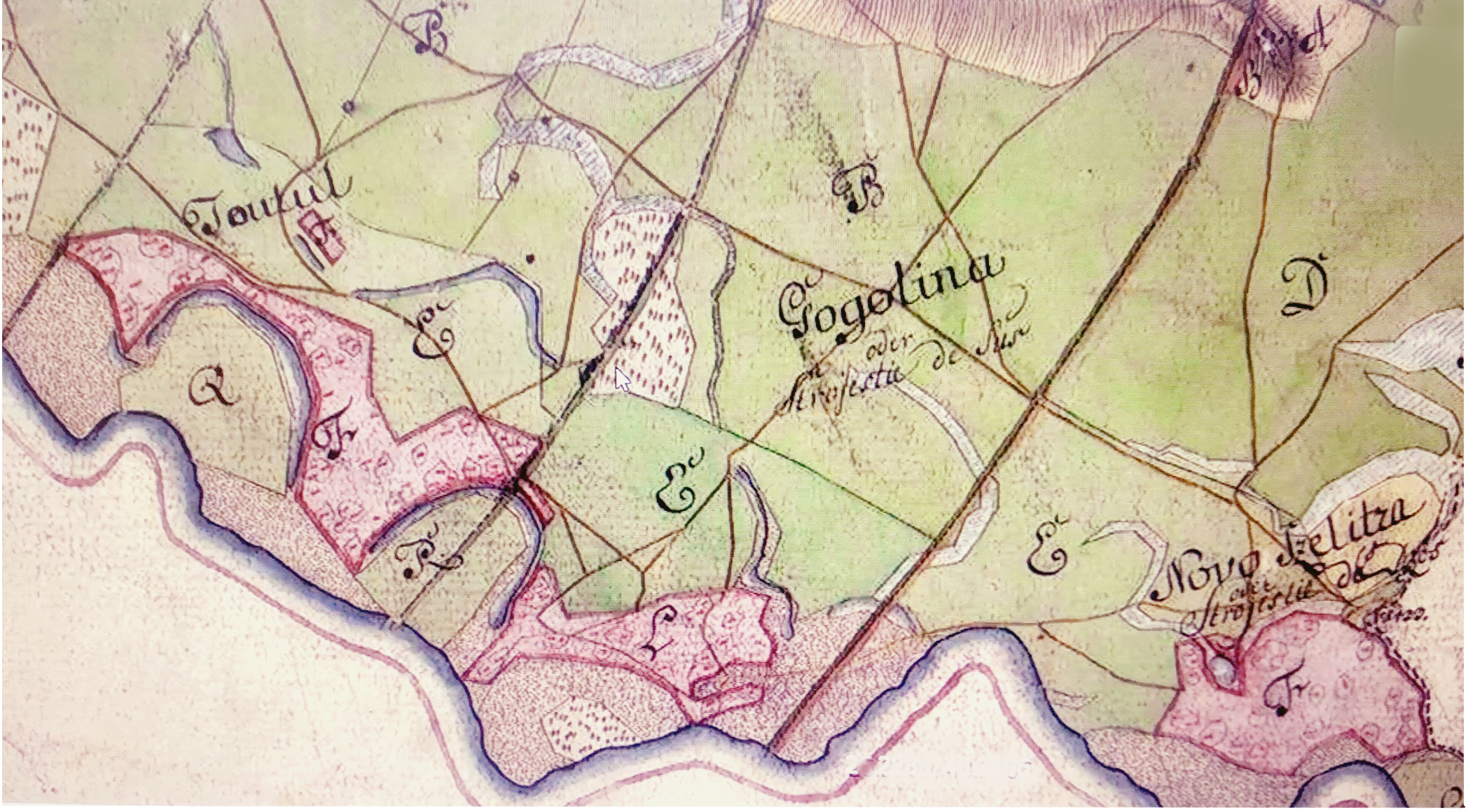
Зелений Гай (Тевтул і Ґоґолина) на австрійській військовій мапі 1773-1776 років.

На думку науковців  Ю. О. Карпенка, І. Г. Чеховського, антропонім Теут(ул) походить з угорської мови, а назва Легучени могла утворитися від  слів Легач або Лехач.
На словотворчу основу історичного імені населеного пункту претендує також особова назви "Легет" —   "Лєгєт(ишь)", що зафіксована наприкінці XV століття в одній із грамот молдовського воєводи Штефана Великого.
За румунської влади, як це зафіксовано в державному перепису населення від 1930 року, вживалася назва «Lehăcenii Tăutului»  — Легечені Теутулуй.
У 1946 році село Легучени було перейменовано на Зелений Гай. Як зазначається в указі президії Верховної Ради УРСР від 7.9.1946 року, з метою  збереження історичних найменувань та уточнення і впорядкування існуючих назв сільських Рад і населених пунктів Чернівецької області «село Легучини-Тевтул іменувати село Зелений Гай і Легучино-Тевтульську сільську Раду — Зеленогайська»..

### Строїнці— Верхні Строєшти— Ґоґолина— Голубівка
Нині частиною села Зелений Гай є присілок Голубівка, який до 1946 року називався  Ґоґолина  (нім. Gogulina, рум. Gogolina) і був окремою адміністративною одиницею (громадою). Ще раніше, за часів молдавського правління, село називалося "Строїнці", "Строєшти" і "Верхні Строєшти" (рум. Stroieștii de Sus)
На першу згадку про Строїнці на північному березі річки Прут претендує грамота   воєводи Штефана Великого від 12 серпня 1461  року.  У  ній  було підтверджено право Гусіна, княжого присяжного засідателя  і  руського (українського)  парохіального священика в  місті Сучава,  та  його дружини Марушки, дочки Йона Мунтяну, на володіння   селами Молниця,  Строїнці та Урвиколеса.
Йон Богдан, відомий румунський історик-славіст,  вважав згадані у грамоті Строїнці – поселенням саме на лівому березі  Пруту. На той час вони охоплювали значну територію – східну частину  сучасного Зеленого Гаю (Ґоґолину)  і нинішні Строїнці. 
У 1501 року боярин Сіма подарував села Строїнці і Урвиколеса Путнянському монастирю.  
У XVII століття село Строїнці згадується під ім’ям Строєшти, яке сформувалося під впливом румунського називництва. Назва утворилася від прізвища молдавського боярина Строя (рум. Строє). 
У 1668 році село Строєшти, що належало тоді до Чернівецького повіту,  були розділені на дві частини. Одна частина, що лежала ближче до річки Прут, була закріплена за Лупулом Строєскулом і отримала назву Верхні Строєшти, а згодом - Ґоґолина.  А  частина володінь  Григораша Чокарлі  називалася Строєшти, або ж Нижні Строєшти (нині – село Строїнці). 
Цікаво, що при виборі назви  «Верхні» і «Нижні» зовсім ігнорувався просторовий фактор. Адже  Нижніми Строєштами почало називатися поселення, що розміщене на узвишші, тобто нинішні Строїнці, а Верхніми Строєштами  стало поселення у долині, на березі Пруту  – майбутня Ґоґолина.  Можливо, що в назві враховувалося, що історичний розвиток села Строїнці починався саме з села на березі річки. 
У першій половині XVIII століття Хотинський повіт був перетворений на Хотинську райю - територію Молдавського князівства, яка безпосередньо підпорядковувалася турецькій адміністрації. До складі райї  увійшли також деякі території Чернівецького повіту, в тому числі основна частина володінь Нижніх Строєшт, що належала на той час Іллі Голбану.  Натомість Верхні Строєшти. що перебували у власності  Григораша Волчинського, і невелика полоса земель Нижніх Строєштів, що пролягала по західному березі річечки Рокитна, залишилися в Чернівецькому повіті.  Це призвело до межових спорів, які у 1760 році розглядала урядова комісія.
У 1774 році річечка Рокитна стала австрійсько-турецьким, а згодом – австрійсько-російським кордоном. Лінія кордону  пролягла по західних околицях села Нижні Строєшти і  містечка Новоселиця, відрізавши невеликі частини  поселень від основного ядра. Це добре відзначено на австрійській військовій мапі Буковини 1773-1775  років (мапи фон Міґа). Щоправда, автори цієї карти не змогли остаточно розібратися із назвами Верхні і Нижні Строєшти, приписавши селу Тевтул друге ім’я Верхні Строєшти, а Ґоґолині – Нижні Строєшти. Цю помилку було виправлена на військовій мапі дистрикту Буковина 1773-1776 років, де  Ґоґолина правильно відзначена як Верхні Строєшти. Щоправда, і на цій мапі не обійшлося без помилки, коли вже західна частина сусідньої Новоселиця хибно ідентифікована як колишні Нижні Строєшти.

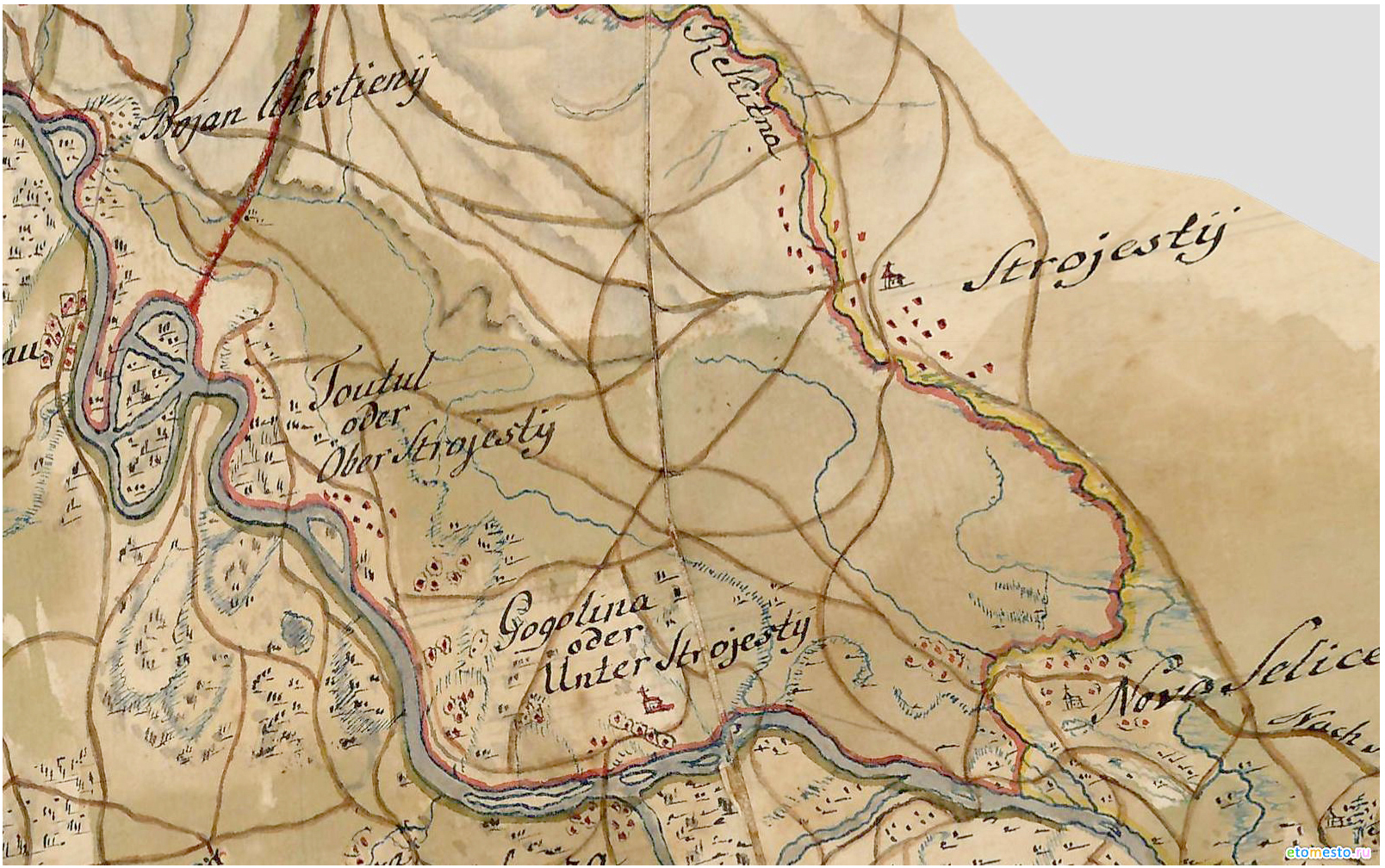
Австрійсько-турецький кордон в районі Зеленого Гаю, Новоселиці і Строїнців на австрійській військовій мапі 1773-1775 років.

Схоже, що австрійських картографів також підвела логіка, яка змушувала шукати села  Верхні і Нижні Строєшти  десь поруч над Прутом. Натомість Нижні Строєшти, які на австрійських картах позначені як  «Strojestij»,   були розміщені  на значній відділі на північ від річки - по той бік кордону.  До того  не в долині, а на узвишші. 
Згідно зі звітом  генерала Габріеля фон Сплені, першого керівника австрійської військової адміністрації на Буковині, у  1775 році в частині Нижніх Строєштів, що відійшла до Австрії, замешкувало 10 селянських  сімей. Стільки ж сімей нараховувалося і в Новому Селищі (західна частина Новоселиці).  Натомість у Верхніх Строєштах (Ґоґолині) проживало 24 сім’ї, а Легученах (Тевтулі) – 41  сім’я.
В указі президії Верховної Ради УРСР від 7.9.1946 року вказана назва  Гугуліна.  Серед мешканців села Зелений Гай до цих пір побутує дещо видозмінена назва цієї місцини — Ґулина.  
Ім’я населеного пункту могло утворитися від прізвища поміщика Ґоґула або ж українського слова ґоґоль — дика  качка. Село розміщене на березі річки Прут у місцевості, яка колись була дуже заболочена і приваблювала диких качок. Втім серед мешканців  села побутують й інші версії.
В історичних дослідження про населені пункти Легучени і Ґоґолина можна зустріти плутанину і суперечливі трактування через те, що в австрійський та румунський період Легученами нерідко називалася і  частина історичного поселення Легечень, що стала одним з передмість Боян — нині село Припруття. В австрійському перепису 1900 року у графі про Бояни вказано, що саме в Легученах (Lehuczeny) розміщувався один з австрійських митних постів. З приходом  радянської влади передмістя стало самостійним поселенням під назвою Бояни-Легучини, а в 1946 році було перейменоване на Припруття.

### Загадкові «Урвиколеса»
У грамоті   воєводи Штефана Великого від 1461  року разом зі Строїнцями і Молницею  згадується село Урвиколеса, що, очевидно, розміщувалося десь поруч на лівому березі  річки Прут. 
Як один з варіантів розглядають сучасну Новоселицю, серед мешканців якої і досі побутують перекази про місцину «Урвиколеса» -  вона  знаходилася при в’їзді у колишнє село біля річечки Рокитна. Однак історичні документи свідчать, що сама Новоселиця в середині XV століття  була відомою під іншим ім’ям, а саме  – «Шишковці… на Пруті». Натомість Урвиколеса в той час вже були самостійним поселенням.  
Реальним претендентом на спадщину поселення Урвиколеса є інший сусід  історичних Строїнців - західна частина Зеленого Гаю, яка підпадає під цю назву і  за своїм розташуванням над річкою Прут,  і за виразним українським характером  поселення та його назви. Схоже, що назву «Урвиколеса» давні мешканці Зеленого Гаю  спочатку дали  важким бродам через Прут, коли під час переправи нерідко рвалися-ламалися колеса возів, а згодом  ім’я  поширилися і на поселення.

## Історія
Територія села була заселена ще у кам'яну добу. Після розпаду Київської держави територія села, як і вся Північна Буковина, ввійшла до складу Галицького, а пізніше — Галицько-Волинського князівства.
Історія міст і сіл Української СРСР Чернівецька область відмічає першу писемну згадку про Зелений Гай (Легучени Теутул) в 1754 році, коли село, як і вся Буковина, належали до Молдавського князівства.
Час появи поряд з Легученами Гоголини документально не зафіксовано. За словами Володимира Васильовича Гуцула, старожила, який був довгі роки головою сільради, аматора історії рідного краю, першими поселенцями Гоголини були вихідці з Топорівки, Чорнівки та Ринганчі, а саме сім'ї Довганюків, Горбатюків, Горданюків. Чи вони через численність птахів-гоголів назвали село Гоголиною, чи сусіди прозвали їх так за гордливість — навряд чи ми колись про це взнаємось. В. В. Гуцул стверджує, що неврожаї спонукали поляків покидати свою батьківщину. Перші поляки- землероби мали в Гоголині маленькі наділи, а вже потім з'явилися і заможніші Малатинські, Черкавські, Тігайчуки. Досі урочище «Фільварок», що ближче до Припруття, нагадує про ті часи. Коли село стало багатолюдним поява євреїв Пейсика, Таубера, Маркуса не викликала подиву, а ось хутір «Сербія», де живе багато сербулів, і зараз здається дещо загадковим. Гоголинська церква і цвинтар були «вкрадені» у села Прутом, який постійно наступає у бік села. Колись у повоєнні роки всі три кути Гоголини: Штубіяни, Дінілеу, Гоголина відмежувались від Леїучен Теутул перелазом і хрестом. Тут проходив кордон між Садгірським і Новоселицьким районами.
Під час російсько-турецької війни (1768—1774 р.р.) наш край був окупований російськими військами генерал-фельдмаршала П.Рум'янцева. Військова адміністрація здійснила перепис населення. Згідно з даними «Рум'янківського перепису» в 1772 році в Легученах Теутулуй зареєстровано 41 двір і 31 сім'ю. Відмічено також, що земля належала мазилам (відставним боярам), тобто місцевій шляхті: Іллі, Іоану, Василю, Іоніце Теутулам та Лупашкові Мургулецу.
Після російсько-турецької війни (1768—1774) село потрапило під владу Австрії. Під цією владою Австро-Угорської імперії село було аж до 1918 року. За переказами, першими поселенцями були втікачі. Першими мешканцями Гучулина (теперішня Голубівка) вважають сім’ї на прізвища Толаю і Горбатюк.
В іншій частині теперішнього Зеленого Гаю давніми поселенцями були сім'ї Бомбак, Костюк, Шинкарюк та інші. Пізніше ці два поселення об'єдналися в одне село, де вже було 120 дворів.
1886 рік — протягнуто залізницю з міста Чернівці до початку Новоселиці. У багатьох людей нашого села з'являється професія — колійник (залізничник).
Ліберальна політика Австрійської імперії давала змогу та широкі можливості землекористувачам, внаслідок чого були досягнуті певні успіхи в сільському господарстві Багато жителів села служили солдатами в австрійські армії.
На той час наше село було на кордоні трьох держав. Адже село було австрійським, Строїнці — російське, а за Прутом — румуни. Як жартували раніше: «Один добрий півень на три державі піє».
У другій половині XIX ст. у всіх селах виникають школи. В Гоголині школа була заснована 1862 року і вона обслуговувала також Легучени Теутул.
В 1894 р. в Гоголині налічувалося 1138 мешканців. В школі навчалося 183 учні (94 хлопці і 89 дівчат). За національністю вони розподілялися таким чином: німців — 3, румунів — 21, рутенів (українців) — 150, поляків — 9, за конфесійною належністю −29 римо-католиків, 4 греко-католики, 147 греко-ортодоксів, 3 юдеї. Слово Боже викладали священики Костянтин Воронка і Бец Василько. Граматович Михайло був єдиним «чистим» учителем.
Через 10 років (1904 р.) школа вже була двокласною. Дітей шкільного віку в селі налічувалось 215, з них школи відвідували 206 (99 хлопчиків та 107 дівчаток.) Серед них були 1 німець, 6 румунів, 179 рутенів, 20 поляків. Вчителювала в Гоголині Марія Немец.
З 1918 року село було включено до складу Румунії, де мешканцям села забороняли розмовляти рідною мовою. Найкращі землі захопили румунські поміщики. Зокрема, Черкавський-Бецул володів до 70 % землі у Голубівці і Зеленому Гаї.
Після анексії Північної Буковини з боку сталінського СССР, у селі відкрито дві початкові школи, два клуби, бібліотеку, медичний пункт. Перший голова сільської ради — Лозовінський Костянтин.
Встановилась нова влада — румунська. На території сучасного Зеленого Гаю в 1929 р. заснували дві школи — в Гоголині і Легученах Теутул. На той час в Гоголині з 130 дітей шкільного віку до школи були записані — 73, а справно відвідували — 67 учнів (39 хлопчиків і 28 дівчаток). Кількість вчителів стала більшою: Беделуце Георгій (директор), Аксані Штефанка, Альбота Олексій, Альбота Марія-Магдалена.
А в Легученах Теутул з 132 дітей шкільного віку школу відвідувало 113 учнів. Вчителювали Райлян Костянтин (директор), Райлян Стефанія і Оцет Єфрозіна.
28 червня 1940 року жителі села з радістю зустрічали Червону Армію. Але їхня радість була короткою. Адже 26 червня 1941 року розпочалася Німецько-радянська війна, а вже 6 липня 1941 року село було знову окуповане німецько- румунськими загарбниками.
2 квітня 1944 року наше село було звільнене від німецько — румунських загарбників воїнами 42 гвардійської стрілецької дивізії (51 корпусу) під командуванням Героя Радянського Союзу генерала-майора Д. О. Боброва.
30 односельчан загинуло під час Другої світової війни. У повоєнні роки жителі села жорстоко переслідувались карателями СССР, багато людей загинуло від рук НКВД.
Спогадами про війну ділиться Лозовінська Домка:
«— Це була неділя. Ми сиділи на толоці на траві. Раптом почули гудіння літаків. З лісу, з-за Прута летіли три німецьких літаки. Один з них полетів у бік Банчен, другий — на залізницю, третій — до нас на Сирбію (кут села з боку Припруття), коли пролітав над нами, то почав стріляти. Мене поранило в ногу. А потім кожного дня над нашим селом летіли літаки — бомбардувати Чернівці».
Після звільнення села до Червоної Армії було призвано 59 чоловік, із них 25 — не повернулися, полягли смертю хоробрих, за Батьківщину. Їхні імена навіки викарбувані на дошці меморіалу загиблим воїнам Другої Світової війни.
У 1946 році сталася знаменна в історії села подія — об'єднання двох сіл: Лехучени-Тевтул та Голубівки. У 1948 році в с. Зелений Гай організовано перший колгосп. Нове об'єднане село назвали Зеленим Гаєм. А воно і справді нагадує гай. З весни до осені зеленіє кожне подвір'я, кожна вуличка, кожен куток. Слід згадати, що до об'єднання в одне село наші села були досить різними. Лехучени -Тевтул відносилось до Садгірського району, а Голубівка-до Новоселицького.
При укрупненні сільських рад місцеве самоврядування в Гоголині зникло і центр перемістився в Зелений Гай і поступово Гоголина стала кутом села, який зараз називають ще і Голубівкою. А на 11 землях хазяйнувати розташувались ПМК-4, ХРУМСТ, станція автосервіс, завод ЗБВ, які вважають, що знаходяться в територіальних межах Новоселиці.
На сьогоднішній день на території села знаходиться агровиробниче об'єднання «Зелений Гай».

## Цікавинки
- У 1775 році, коли Легучени-Тевтул і Ґоґолина перейшли до складу Австрії, значно більшим поселенням були Легучени-Тевтул. Але саме в Ґоґолині була парафіяльна церква і саме у цьому селі мешкало дві сім’ї мазилів – представників буковинської шляхти.

- Під час прокладання дороги у селі Легучени-Тевтул (XIX століття) були виявлені ікла мамонта, які поповнили колекцію природничого музею у Відні.

- У 1845 році Надвірна цісарсько-королівська палата у Відні виставила на аукціон кілька скарбів, до числа яких належали  27 срібних турецьких монет XVIII століття, знайдених під час польових робіт у. селі Ґоґолина. Колишній власник цих грошей міг  купити за них коня або невеликий будинок.

## Населення
Згідно з переписом  1890 року громада села Легучени нараховувала загалом 646 мешканців. За віросповіданням 478 осіб були православними, 155 осіб – католиками, у тому числі 13 осіб – греко-католиками,  а ще 13 осіб – юдеями. 
Громада села Гоголина була трохи меншою - 449 осіб. За віросповіданням  362 особи були  православними, 56 осіб – католиками, у тому числі 25 осіб – греко-католиками,  а ще 31 особа – юдеями. 
За національним складом обидві громади були поліетнічними з яскраво вираженим українським характером. Якщо в Гоголині українці становили 68,8 % від загальної кількості мешканців, то  в Легученах -   75,7 %.
Етнонаціональний склад населення (за розмовною мовою) сіл Легучени і  Гоголина згідно з переписом 1890 р.:
| Етномовний склад населення села Легучени, 1890 р. |            |          |
| Етноси                                            | Число осіб | Відсоток |
| українці                                          | 489        | 75,7 %   |
| румуни                                            | 11         | 1,7 %    |
| німці                                             | 13         | 2,0 %    |
| поляки                                            | 133        | 20,6 %   |

| Етномовний склад населення села Гоголина, 1890 р. |            |          |
| Етноси                                            | Число осіб | Відсоток |
| українці                                          | 309        | 68,8 %   |
| румуни                                            | 84         | 18,7 %   |
| німці                                             | 25         | 5,6 %    |
| поляки                                            | 23         | 5,1 %    |

Етнонаціональний  склад населення  громад Гогулина і Лугучени різко змінився в румунський період, коли нова влада вважала українців Буковини за румунів, які забули рідну (матірну) мову. Це знайшло своє відображення і в офіційному перепису населення.
Національний склад населення села Гоголина за даними перепису 1930 року у Румунії:
| Національність | Кількість осіб | Відсоток |
| -------------- | -------------- | -------- |
| румуни         | 420            | 65,63 %  |
| українці       | 190            | 29,69 %  |
| поляки         | 29             | 4,53 %   |
| чехи, словаки  | 1              | 0,16 %   |

Мовний склад населення за даними перепису 1930 року:
| Мова              | Кількість осіб | Відсоток |
| ----------------- | -------------- | -------- |
| румунська         | 386            | 60,31 %  |
| українська        | 226            | 35,31 %  |
| польська          | 27             | 4,22 %   |
| чеська, словацька | 1              | 0,07 %   |

### Мова
Розподіл населення за рідною мовою за даними перепису 2001 року:
| Мова       | Відсоток |
| ---------- | -------- |
| українська | 95,35%   |
| румунська  | 3,49%    |
| російська  | 0,9%     |

## Сучасний стан
Довжина села 3750 метрів, ширина 1990 метрів. Загальна площа села 5,4 км². Центр села — Зеленогайська сільська рада. Село розташоване за 4 км від районного центру — м. Новоселиця, за 1 км від залізничної станції Лихучени, за 25 км від обласного центру — м. Чернівців. Через село проходить дорога міжнародного значення.
Нині в селі діє загальноосвітня школа, АЗПСМ с. Зелений Гай, пошта, магазини. До послуг жителів населеного пункту бібліотека. Був клуб та під час капітального ремонту він завалився, провину ніхто не визнав та покарання ніхто не поніс. В даний час на місці старого клубу йде будівництво нового, сучасного клубу, та нажаль ніхто не знає чи колись дана будівля буде завершена у зв’язку із відсутністю фінансування.
В 1983 році було побудовано нову школу на 320 місць зі спортзалом, майстернею, спальнею, ігровою кімнатою, медичним та логопедичним кабінетами. Зараз в школі навчається 192 учнів і працює 28 педагогів.
За час існування зі стін школи вийшло сотні випускників, якими нині пишається село. Є серед них вчителі і медики, журналісти і письменники, інженери та військовослужбовці. Серед них — Герой Соціалістичної праці, колишня ланкова місцевого агроформування Сидонія Шинкарюк, член Національної спілки журналістів Денис Горбатюк. Місцеву школу закінчив Роман Кухарук — член Національної спілки письменників України, автор книг «Йой», «Небилиці» та «Пригоди Кота Мури».
Розвиваючись, у 2004 р. в с. Зелений Гай відкрився ДНЗ «Віночок». В центрі села, під вербою, що зажурено схилила голову, стоїть на постаменті фігура воїна визволителя, який рукою вказує на обеліск з викарбуваними на ньому іменами воїнів, які в роки війни віддали своє життя за мирне і щасливе сьогодення.
В селі Зелений Гай на даний час налічується близько 20 підприємців. Вони відкрили магазини, кафе, кузню, надають, побутові послуги. Також існують станція технічного обслуговування автомашин, газозаправна та автозаправна станції.
На території села розташований асфальтно-бетонний завод Чернівецького МАЛ «Агрошляхбуд» та дробильно-сортувальна дільниця Новоселицького заводу залізобетонних виробів.

## Видатні та відомі уродженці села
- Кухарук Роман Васильович (1968, Чернівці) — український прозаїк, поет, журналіст і громадський діяч. В Зеленому Гаї, звідки родом його мати, пройшло його дитинство

- Шинкарюк Сидонія Флорівна —  Герой Соціалістичної Праці. Народилась 15 серпня в 1937 році в селі Зелений Гай в сім'ї селян, освіта середня. Свою трудову діяльність розпочала з 19S5 року у місцевому колгоспі. Сидонія Флорівна й дня не працювала різноробочою, а одразу очолила ланку, яка вирощувала цукрові буряки. Так п'ятдесят років і відпрацювала ланковою.

У 1961 року вступила до Компартії. В 1977 року ланка Сидонії Флорівни зібрала по 550 центнерів цукрових буряків з гектара. За високі врожаї цукрових буряків ланковій присвоєно почесне звання Герой Соціалістичної Праці (1977). Має багато нагород: медаль «Золота Зірка», два ордени Леніна, орден Трудового Червоного Прапора, інші медалі.
- Литвин Спиридон Констянтинович — кавалер ордена Леніна: Народився в селі Зелений Гай в селянській сім'ї. Юнаком розпочав трудовий шлях у місцевому колгоспі. Вимогливий до себе, прагнув в усьому бути найкращим. Дисциплінованого, працелюбного трудівника помітили, і правління рекомендувало його на посаду бригадира рільничої бригади. У своєму виборі воно не помилилося. Невдовзі очолювана Спиридоном Костянтиновичем бригада, виконуючи рекомендації агрономів та інших спеціалістів сільського господарства, стала постійно, незважаючи на примхи погоди й інші негаразди, добиватися високих врожаїв. Особливо щедро вродила кукурудза у 1966 роді. За високий врожай цієї культури Спиридон Костянтинович нагороджений орденом Леніна. Нерідко правління колгоспу направляло С. К. Литвина на ті ділянки виробництва, де треба було усунути недоліки, поліпшити стан справ. Коли виникли проблеми у тваринницькій галузі, Спиридона Костянтиновича призначили завідувачем ферми великої рогатої худоби. І з приходом нового керівника справи зрушилися з місця: підвищилися добові надої молока, зросли прирости ваги телят, що перебували на відгодівлі. Навіть перебуваючи на пенсії, Литвин С. К. не розлучався з роботою. Тривалий час працював їздовим. А всього його загальний трудовий стаж становить 45 років.

- Топало Валерій Дмитрович. Народився та провів свою юність в селі Зелений Гай. В подальшому житті став успішним підприємцем. Став власником 5-ти виробничих цехів в різних містах України, в 2006 році став депутатом Чернівецької міської ради, був директором багатьох підприємств

- Горбатюк Денис Флорович (народився у Зеленому Гаї) — журналіст.

З дитинства він плекав у собі любов до рідної землі, до Буковини, і переніс цю любов у слово, з яким завжди йшов до людей.
Навчався в Чернівецькому педагогічному училищі та Кишинівському університеті, а пізніше — на відділенні журналістики ВПШ в Москві, коли працював учителем, директором школи, на журналістській роботі. Спочатку працював головним редактором Чернівецького радіомовлення, головним редактором студії телебачення. Своїм словом у теленарисі «Мрії збуваються» він проклав першу сходинку до популярності своєї краянки Софії Ротару, яка стала народною артисткою Радянського Союзу, України, Молдови, Героєм України. Впродовж ЗО років Денис Флорович очолював Головну редакцію Всесвітньої служби радіо України, яка готувала передачі на закордон англійською, німецькою, українською, румунською мовами.
Як журналіст-міжнародник, щомісячно готував радіопередачі «Дискусійний клуб» і «Політична студія», у яких висвітлював процес розбудови України, її економічні, культурні й політичні зв'язки з багатьма країнами світу. Він пише і розмовляє українською і румунською мовами, є автором численних нарисів, статей, репортажів, опублікованих в часописах України і Молдови. Видав книги «Люди землі буковинської», «Творці добробуту», «За щастя народів», нариси про Дмитра Гнатюка, Софію Ротару, Івана Холоменюка, відомих людей праці Буковини. Денис Горбатюк шість років поспіль брав участь у міжнародних семінарах журналістів СІЛА («Голос Америки»), Англії («бнбі-Сі»), Німеччини («Німецька хвиля»), Китаю, Туреччини, Ізраїлю та інших.
Дениса Флоровича Горбатюка, члена спілки журналістів України, нагороджено знаком «Відмінник телебачення і радіомовлення». Указом президента йому присвоєно високе звання заслуженого журналіста України.
- Квасецька (Капричук) Марія Василівна – педагог, багаторічний керівник дитячого дошкільного закладу № 33 «Оселя талановитих» (м. Чернівці)[14]. Нагороджена Премією Верховної Ради України педагогічним працівникам загальноосвітніх, професійно-технічних, дошкільних та позашкільних навчальних закладів (2012), Премією Чернівецької обласної адміністрації імені Омеляна Поповича (1996), медаллю Чернівецької міської ради «На славу Чернівців» (2020). Автор і упорядник навчально-методичних видань та праць з питань освіти дітей дошкільного віку, у тому числі «Загадкові ключі «Оселі талановитих» (2002), «Адаптаційно-розвивальна технологія   соціалізації дитини  в умовах дошкільного навчального закладу» (2017),   «Заклад дошкільної освіти як єдиний розвивальний простір» (2017)  та ін.[15].

- Урсуляк Михайло (1863—1928) – співак (кантор), викладач музики. Народився і виріс в  Гогулині, навчався на теологічному факультеті Чернівецького університету і   у Віденській консерваторії. викладав музику в Чернівецькій духовній семінарії та в школі церковних канторів. Упорядкував і видав збірник «Румунська церковна хорова музика» (1902). Дочка Віоріка Урсуляк (1894—1985) – відома оперна співачка, а син Ян Урсуляк (1889—1915) – композитор, автор хорів і  церковних мелодій. Поклав на музику низку буковинських народних пісень[16].

### Відомості про воїнів інтернаціоналістів
У Зеленому Гаї народилися і проживають також воїни-інтернаціоналісти, які ризикували своїми юнацькими життями під небом Афганістану.
Доля привела молодого юнака — Горбатюка Івана Флоровича 1987 року до м. Термес в Узбекистані. Півроку проходив навчання або, як тоді говорили «учебку». А пізніше потрапив до м. Баграм, у провінцію, що в Афганістані.

Народився Іван Флорович Горбатюк 1969 року в с. Зелений Гай. Батьки — Горбатюк Ольга Іллівна та Іванюк Флорій Георгійович виховали його працьовитим, дисциплінованим. Раділи, що син служитиме у лавах Радянської армії, це було дуже почесно — захищати Батьківщину.
Афганська природа не надто мальовнича — суворі гори, пісок, кам'янисті ґрунти. Скільки їх — юнаків — голубооких, русявих, чорнявих, одружених і тих, до яких не прийшло ще кохання, загинуло на тій землі.
1987—1989 рр. — це той період служби, яку Іван Флорович пройшов в Афганістані. Батькам не повідомив про місце проходження служби, не хотів, щоб мати хвилювалася, плакала, щоденно думаючи про долю сина. Поряд з Іваном Флоровичем служили юнаки з усього колишнього Радянського Союзу.
Про бойовий шлях колишнього афганця свідчать нагороди.
 — нагороджений ювілейною медаллю «70 лет Вооруженных Сил СССР»;
 — нагороджений медаллю «Воину-интернационалисту от благодарного афганского народа»;
 — нагороджений медаллю «Захиснику Вітчизни»;
 — нагороджений грамотою Президії Верховної Ради СРСР;
 — «за зразкове виконання військового обов'язку» Міністерство Оборони СРСР нагородило Горбатюка І. Ф. наручним годинником.
Щороку в цей день схилятимуть знамена над полеглими, подаватимуть на службу Божу за тих, що загинули, лунатимуть скупі тости тих, хто вижив. Вони згадуватимуть військову дружбу, людську честь, мужність побратимів. Попри смерть, втрату друзів, пролиту кров, вони по — доброму пам'ятатимуть Афганістан, який багато чого навчив їх.

За довгих 10 років цієї війни на цвинтарях з'явилося багато свіжих могил з фотографіями юних облич. Останки загиблих воїнів привозили в оцинкованих гробах. І не було у батьків упевненості в тому, ховають вони свого сина чи когось іншого… І ще довго ятритимуть душу запитання без відповіді.
Костреба Георгій Ілліч народився 29 березня 1969 року у с. Михальча Сторожинецького району Чернівецької області. Батьки — Костреба Ілля Іванович та Зінаїда Петрівна, виховуючи сина, мріяли про те, що він стане опорою їм, справжнім помічником.
Служба Георгія Ілліча в Афганістані проходила у м .Кабулі — столиця країни (дод.№ 10). Кабулові надавалось велике військово-стратегічне значення, тому військові частини, які захищали важливі об'єкти у місті, були під особливим контролем командування.
Костреба Георгій Ілліч «за виконання інтернаціонального обов'язку» за мужність і військову доблесть у 1987 році був нагороджений грамотою Президії Верховної Ради СРСР та медаллю «Воину-интернационалисту от благодарного афганского народа».
Георгій Ілліч служив у Кабулі один рік, але батькам не повідомляв про місце проходження служби, бо добре знав, що вони не зможуть спокійно сприймати цей період, який приносив українським матерям цинкові домовини.
Пержан Василь Петрович службу проходив у місті Кабул (1984—1986). Військове звання старшина, посада механік-водій. Інвалід третьої групи.
 — нагороджений ювілейною медаллю «70 лет Вооруженных Сил СССР»;
 — нагороджений медаллю «Воину-интернационалисту от благодарного афганского народа»;
 — нагороджений грамотою Президії Верховної Ради СРСР;
 — нагороджений медаллю за хоробрість;
 — орден Червоної Зірки.
Негруца Володимир Іванович службу проходив у місті Баїрам, (1985—1987). Військове звання рядовий. На посаді стрільця. Інвалід другої групи.
 — нагороджений ювілейною медаллю «70 лет Вооруженных Сил СССР».
 — нагороджений медаллю «Воину-интернационалисту от благодарного афганского народа»
 — нагороджений грамотою Президії Верховної Ради СРСР
 — нагороджений медаллю за хоробрість.

## Російсько-українська війна
Починаючи з 2014 року, жителі села віднеслися патріотично до виконання свого обовязку та пішли на захист державного кордону. 
Після повномасштабного вторгнення рашки багато жителів добровільно вступили в лави ЗСУ та з гідністю захищають наші землі, на кінець 2023 року з Зеленого Гаю мобілізовано більше 250 чоловіків.
Нажаль не всі змогли повернутися додому живими.
Іван Петрович Лучак народився 9 жовтня 1972 року. Служив солдатом-гранатометником механізованого відділення військової частини А4007. Загинув 11 листопада 2022 року в Авдіївці, що у Донецькій області.
Олександр Юрійович Осипчук народився 14 вересня 1984 року. Служив стрілецем - санітаром 2 відділення 3 аеромобільного взводу 3 аеромобільної роти 1 аеромобільного батальйону військової частини А2120. Загинув 11 лютого 2023 року біля населеного пункту Білогорівки на Луганщині. Наказом президента №315 від 02.06.2023 року посмертно нагороджено орденом «За мужність» ІІІ ступеня
Марін Лопащук служив у військовій частині А4056. Був механіком-водієм танкового взводу. Військовий загинув 22 червня 2024 року внаслідок мінно-вибухової травми, яку отримав під час виконання бойового завдання на Донеччині. Йому було 39 років. 